# Penia wittmeri
Penia wittmeri là một loài bọ cánh cứng trong họ Elateridae. Loài này được Suzuki & Dolin miêu tả khoa học năm 1984.